# 联合国塔吉克斯坦观察团
联合国塔吉克斯坦观察团（英語：United Nations Mission of Observers in Tajikistan，联塔观察团）是联合国安全理事会为在塔吉克斯坦执行維持和平任务而于1994年12月设立的观察团，该观察团一直存在至2000年5月。该观察团负责在塔吉克斯坦内战前后，监督落实埃莫马利·拉赫蒙政府与塔吉克斯坦联合反对派之间达成的在塔吉克斯坦-阿富汗边境和塔吉克斯坦境内临时停火并停止其他敌对行动的协定。双方停火后，该观察团开始负责后续的重建及復員工作。总部位于杜尚别。

## 塔吉克斯坦内战及联合国的介入
塔吉克苏维埃社会主义共和国于1991年9月宣布自苏联独立后很快陷入了政治动荡之中。由民主派、自由派和伊斯兰份子组成的塔吉克斯坦联合反对派于1992年中短暂掌权，但拉赫蒙的政府军不久后又重新夺权。联合国表示，到1993年年中，该国已有5万人死于冲突之中，60多万人因战乱逃往阿富汗。尽管到1993年年终塔吉克斯坦国内已基本恢复稳定，但塔吉克斯坦-阿富汗的边境上仍有冲突发生。同年年末，独联体组建了一支派往塔吉克斯坦的维和部队。
在这期间，各方一直有进行和平谈判，然而大都陷入僵局。随后，乌兹别克斯坦总统伊斯蘭·卡里莫夫请求联合国秘书长布特羅斯·布特羅斯-加利派遣调查团调查当地情况。布特羅斯·布特羅斯-加利派遣了一支调查团以使双方达成停火协议。1994年9月17日，双方达成了《谈判期间在塔吉克-阿富汗边境和塔吉克境内暂时停火和停止其他敌对行动的协定》（又称《德黑兰协定》），当事各方同意在联合国军事观察员的协助下暂时停止在塔吉克-阿富汗边境和塔吉克斯坦境内的一切敌对行动。1994年10月20日，第一批联合国军事观察员抵达，双方停火。之后，联合国安全理事会开始考虑设立一个调查违反停火协定和维持和平的观察团。1994年12月16日，安理会通过第968号决议，正式设立联合国塔吉克斯坦观察团，该观察团将与独联体的维和部队进行合作，同时也兼监督维和部队的情况以促进塔吉克斯坦国内的和平。
联合国塔吉克斯坦观察团成立之初只计划驻扎六个月，但为观察和平进展情况而多次延长驻扎期限。1995年7月，反对派武装开始自阿富汗回国，造成停火一度接近破裂。1996年12月，双方再度达成停火。1997年，联合国秘书长建议增强联合国塔吉克斯坦观察团的武装力量。此后受限于当地的和平进展情况，联合国塔吉克斯坦观察团一直驻扎到了2000年5月。

## 成员组成
联合国塔吉克斯坦观察团最初仅由40名军事观察员组成。1998年7月后，联合国塔吉克斯坦观察团由联合国的军事观察员、文职人员以及当地的警察三部分组成。军事观察员来自世界各地，包括奥地利、孟加拉国、保加利亚、捷克、丹麦、加纳、匈牙利、印度尼西亚、约旦、尼泊尔、奈及利亞、波兰、瑞士、乌克兰和乌拉圭。观察团最多时有81位军事观察员，撤离前仅保留17位。

## 伤亡情况
共有7人在执行任务中身亡，包括3名军事观察员和4名非战斗人员。其中有4人（来自日本的秋野丰、来自波兰的理夏德·谢夫奇克、来自乌拉圭的阿道弗·沙尔佩格、来自塔吉克斯坦的乔拉琼·马赫拉莫夫）于1998年7月20日受不明势力围攻而死，当天联合国及许多当地的非政府组织宣布暂停活动并将人员暂时撤回了杜尚别。